# Daniël de Lange
Daniël de Lange, född den 11 juli 1841 i Rotterdam, död den 31 januari 1918 i Point Loma, Kalifornien, var en holländsk musiker, bror till Samuel de Lange.
de Lange var elev av Servais i violoncellspel samt av Verhulst och Damcke i komposition.
Han blev 1870 lärare och kördirigent i Amsterdam, där han 1895 utnämndes till föreståndare för konservatoriet. Han avgick 1913 från chefskapet för konservatoriet.
Han komponerade 2 symfonier, åtskillig kyrkomusik, kantater, en opera med mera samt skrev Exposé d'une théorie de la musique (1908).

## Fotnoter
1. 1 2  Biografisch Portaal, Biografisch Portaal-nummer: 40859254, läst: 9 oktober 2017.[källa från Wikidata]
2. ↑  International Music Score Library Project, IMSLP-ID: Category:Lange,_Daniël_de, läst: 9 oktober 2017.[källa från Wikidata]
3. 1 2  Onze Musici, 1, Nijgh & Van Ditmar, 1898, s. 147, läs online.[källa från Wikidata]
4. 1 2  Onze Musici, 2, Nijgh & Van Ditmar, 1911, läs online.[källa från Wikidata]
5. 1 2  Leo van de Pas, Genealogics, 2003, läs online och läs online.[källa från Wikidata]